# David Jarolím
David Jarolím (phát âm tiếng Séc: [ˈdavɪt ˈjaroliːm]; sinh ngày 17 tháng 5 năm 1979 ở Čáslav) là một cựu cầu thủ bóng đá Séc. Là một tiền vệ trung tâm, Jarolím được biết đến là một cầu thủ có kĩ thuật, giàu thể lực, có khả năng điều tiết trận đấu.

## Câu lạc bộ
Sinh tại Caslav, Tiệp Khắc, Jarolím bắt đầu thi đáu chuyên nghiệp ở SK Slavia Praha trước khi đến FC Bayern Munich khi vẫn còn rất trẻ. Mặc dù vậy, từ năm 1997 đến 2000, anh chỉ thi đấu 1 trận cho đội 1.
Jarolím chuyển tới 1. FC Nuremberg trước mùa 2000–01, và anh đã dần khẳng định được mình. Trong mùa 2001–02, Jarolím trở thành cầu thủ chủ chốt của Nuremberg, tài năng của anh đã thu hút rất nhiều câu lạc bộ lớn.
Cho đến mùa 2003–04 Jarolím đã chuyển tới Hamburger SV và trở thành một trong những cầu thủ quan trọng nhất của HSV. Sau khi Rafael van der Vaart gia nhập Real Madrid, anh trở thành đội trưởng của Hamburg.

## Quốc tế
Anh cũng là thành viên chủ chốt trong đội hình của Đội tuyển bóng đá quốc gia Cộng hòa Séc.

## Gia đình
Cha của Jarolím là Karel, đang làm HLV cho Al-Ahli (Jeddah), là một cầu thủ trong đội tuyển Tiệp Khắc. Anh trai là Lukáš và anh họ là Marek Jarolím đều là những cầu thủ chuyên nghiệp.

## Danh hiệu
- Chung kết UEFA Champions League: 1998–99
- Vô địch Bundesliga: 1998–99, 1999–2000
- Á quân Bundesliga: 1997–98
- Vô địch DFB-Pokal: 1997–98, 1999–2000
- Chung kết DFB-Pokal: 1998–99
- Vô địch DFB-Ligapokal: 1997, 1998, 1999